# Cratere Pavlov
Pavlov è un grande cratere lunare di 143,05 km situato nella parte sud-occidentale della faccia nascosta della Luna.